# For the World
For the World là EP đầu tiên tại Nhật Bản của ban nhạc hip hop nam Hàn Quốc Big Bang. Mini-album này bao gồm 8 bài hát tiếng Anh với các thể loại hip hop, dance và soul, được sáng tác bởi thành viên G-Dragon của nhóm. EP xếp ở vị trí thứ 10 trên Oricon.

## Danh sách bài hát
| STT | Nhan đề                                                        | Phổ lời         | Phổ nhạc              | Hòa âm         | Thời lượng |
| --- | -------------------------------------------------------------- | --------------- | --------------------- | -------------- | ---------- |
| 1.  | "V.I.P (Intro)" (Phiên bản tiếng Anh)                          | Big Bang        | G-Dragon, Kim Do Hyun | Kim Do Hyun    | 0:40       |
| 2.  | "Big Bang" (Phiên bản tiếng Anh)                               | Perry, G-Dragon | Perry                 | Perry          | 3:25       |
| 3.  | "How Gee" (Phiên bản tiếng Anh)                                | Big Bang, Perry | Big Bang, Perry       | Brave Brothers | 3:15       |
| 4.  | "Lies" (Phiên bản điệp khúc tiếng Anh của "Lies")              | Perry, G-Dragon | G-Dragon              | Brave Brothers | 3:48       |
| 5.  | "So Beautiful" (Phiên bản tiếng Anh của "Unknown Number")      | Perry, Big Bang | Perry, Brave Brothers | Brave Brothers | 3:39       |
| 6.  | "La La La" (Phiên bản tiếng Anh)                               | Perry, Big Bang | Perry                 | Perry          | 3:00       |
| 7.  | "Together Forever" (Phiên bản tiếng Anh của "A Fool of Tears") | Perry, Big Bang | Jeon Seung Woo        | Jeon Seung Woo | 4:02       |
| 8.  | "Always" (Phiên bản tiếng Anh)                                 | Perry, Big Bang | Teddy Park, Perry     | Perry          | 3:53       |

## Bảng xếp hạng
| Bảng xếp hạng (2008)      | Vị trí cao nhất |
| ------------------------- | --------------- |
| Nhật Bản Oricon hàng ngày | 13              |
| Nhật Bản Oricon hàng tuần | 53              |